# Revolving Door (singel)
Revolving Door – piosenka kanadyjskiej piosenkarki Tate McRae z jej trzeciego albumu studyjnego So Close to What (2025). Została wydana przez RCA Records 21 lutego 2025 roku jako czwarty singiel z albumu. McRae napisała utwór z Julią Michaels i jego producentami, Grantem Boutinem i Ryanem Tedderem. „Revolving Door” to popowa i Jersey club piosenka, której tekst opowiada o wielokrotnym powrocie do toksycznego związku.
Aerin Moreno wyreżyserowała towarzyszący teledysk do „Revolving Door”, który miał premierę tego samego dnia, co singiel. McRae i grupa tancerzy występują w pokoju z piętnastoma drzwiami. Po wydaniu piosenka otrzymała generalnie pozytywne recenzje krytyków, z których niektórzy nazwali ją najlepszym momentem na So Close to What. Komercyjnie osiągnął 10. miejsce w Wielkiej Brytanii i 20. na liście Billboard Global 200, a także w Australii, Kanadzie, Irlandii, Nowej Zelandii i Norwegii, i stał się jej drugim numerem jeden na liście Billboard Hot Dance/Pop Songs. McRae wykonała „Revolving Door” w The Tonight Show Starring Jimmy Fallon.

## Tło i wydanie
Tate McRae ogłosiła wydanie swojego trzeciego albumu studyjnego, So Close to What, 14 listopada 2024. Zapowiedziała również trasę koncertową Miss Possessive Tour, która odbędzie się w Ameryce Północnej, Ameryce Południowej i Europie w okresie od marca do września 2025 roku. Przed wydaniem album był promowany przez single „It's OK I'm OK”, „2 Hands” i „Sports Car”. Wszystkie trzy znalazły się w pierwszej dwudziestce w Wielkiej Brytanii, a pierwszy osiągnął 20. miejsce w Stanach Zjednoczonych i znalazł się na szczycie listy przebojów Hot Dance/Pop Songs. „Revolving Door” został wydany wraz z albumem 21 lutego 2025 roku jako jego czwarty singiel. Sony Music Italy wysłało go do włoskiego radia 7 marca 2025 roku.

## Kompozycja
„Revolving Door” trwa trzy minuty. Napisali ją McRae, Ryan Tedder, Grant Boutin i Julia Michaels, a dwójka pierwszych ją wyprodukowała. Oboje grali na keyboardach i śpiewali w tle, a Tedder dodatkowo grał na syntezatorach. Boutin był również programistą i inżynierem dźwięku utworu, ta ostatnia rola była obok Rich & Rich i Bryce'a Bordone. Serban Ghenea i Dave Kutch byli odpowiednio inżynierem miksu i inżynierem masteringu.
Krytycy muzyczni sklasyfikowali „Revolving Door” jako piosenkę popową i klubową z Jersey zbudowaną na rytmie dancehall. Nick Levine z NME porównał jej brzmienie do bardziej eksperymentalnych piosenek z In the Zone (2003) Britney Spears. Teksty „Revolving Door” przedstawiają McRae wracającej do tej samej osoby kilka razy, chociaż zawsze kończy się to toksycznym związkiem. Wspomina o chęci skonfrontowania się z kimś w sprawie „złego nawyku”, ale nie jest w stanie tego zrobić. Utwór kończy się gorączkowo, gdy McRae błaga: „Powinienem być dorosły, ale pieprzyć to, potrzebuję minuty”, co Sam Franzini z The Line of Best Fit zinterpretował jako „uświadomienie sobie części uzdrawiania”.

## Przyjęcie
W rankingu utworów z So Close to What, Lyndsey Havens z Billboard umieściła „Revolving Door” na czwartym miejscu i pochwaliła wokal McRae, który nazwała wyróżniającym się na albumie. Rolling Stone umieścił go na liście najlepszych utworów tygodnia wydania i nazwał go „eleganckim, nastrojowym hitem”. Lyndsay Zoladz z The New York Times uważa, że zawiera on „bardziej obiecujący i wrażliwy dźwięk” niż poprzednie utwory McRae. Krytyk opisał refren jako „niespokojne bicie serca”, a Clare Martin z Paste porównała go do „muzycznego wybrzmiewania”, powołując się na „szybki rytm, który narasta do niczego”.

## Teledysk
Teledysk do „Revolving Door” miał premierę na kanale McRae na YouTube tego samego dnia, co premiera albumu. Aerin Moreno wyreżyserowała go, a Robbie Blue odpowiadał za choreografię. Teledysk zaczyna się od wejścia McRae do białego pokoju, a reżyseria skupia się na jej elastyczności; Aaron Williams z Uproxx powiedział, że przygotował go na horror ciała z filmu The Substance (2024), chociaż znalazł w nim jedyne podobieństwo. Przedstawia on McRae i grupę tancerzy w całkowicie białych strojach występujących w pokoju z piętnastoma drzwiami; każde z nich reprezentuje inny utwór z So Close to What, według piosenkarki. Po sfinalizowaniu choreografii płacze i ją powtarza, co według Abbie Reynolds z Capital, reprezentuje „uczucie bycia uwięzionym w nigdy niekończącym się cyklu”.

## Występy na żywo
McRae zaśpiewała „Revolving Door” w programie The Tonight Show Starring Jimmy Fallon 5 marca 2025 r. Piosenkarka wykonała tę piosenkę w białym pudełku z obracającą się podłogą wraz z dwoma tancerzami, co było podobne do teledysku, jak twierdzi Emily Zemler z Rolling Stone.